# Lok (okres Levice)
Lok (maďarsky Garamlök) je obec na Slovensku v okrese Levice.

## Historie
První písemná zmínka o obci pochází z roku 1286. Od roku 1388 obec patřila hradnímu panství Levice. V roce 1601 měla 41 domů, roku 1828 již 89 domů a 589 obyvatel. Zabývali se zemědělstvím. Při požáru v roce 1904 shořelo 104 domů.
Za první Československé republiky obyvatelé pracovali většinou jako zemědělští dělníci na velkostatku Scholler. V letech 1938 - 1945 byla obec připojena k Maďarsku. V roce 1947 se uskutečnilo přesídlování občanů maďarské a slovenské národnosti
Při sčítání lidu v roce 2011 žilo v Loku 1022 obyvatel, z toho 851 Slováků, 131 Maďarů, sedm Romů, dva Češi a jeden Moravan. Tři obyvatelé uvedli jinou etnickou skupinu a 27 obyvatel svou etnickou skupinu neuvedlo.

## Pamětihodnosti
- Kalvínský kostel, jednolodní klasicistní stavba z roku 1783 s polygonálně ukončeným presbytářem. V roce 1844 byla přistavěna věž.[2]
- Římskokatolický kostel Všech svatých, jednolodní klasicistní stavba z 18. století s půlkruhovým ukončením presbytáře a věží tvořící součást její hmoty. Vznikl rozšířením starší kaple. Interiér je plochostropý, zařízení pochází z přelomu 19. a 20. století. Fasády kostela jsou členěny lizénami, věž vyrůstá z rizalitu, ukončena je jehlancovou helmicí.[3]

## Rodáci
- Augustín Bačinský (1949–2021), slovenský římskokatolický, později starokatolický kněz a první arcibiskup Starokatolické církve na Slovensku